# Kitty GYM
Kitty GYM（キティ・ジム）は、フジテレビ系列で2006年8月18日から9月10日までに放送された『女子バレーボール ワールドグランプリ2006』のスペシャルサポーターを務めた同大会開催期間限定のユニット。
ジャニーズJr.のメンバー4人による「Kitty」と、NEWSの山下智久、タイ出身の兄弟デュオ・GOLF&MIKEの3人による「GYM」の2つのグループで構成されている。
「GYM」はGOLF（G）、山下（Y）、MIKE（M）の頭文字からとられており、英語で"GYM"は「体育館」の意味。

## メンバー
Kitty
- K 北山宏光（Kis-My-Ft2）
- i 伊野尾慧（J.J.Express）
- tt 戸塚祥太（A.B.C.）
- y 八乙女光（Ya-Ya-yah）

GYM
- G GOLF（GOLF&MIKE）
- Y 山下智久（NEWS）
- M MIKE（GOLF&MIKE）

## ディスコグラフィ
- フィーバーとフューチャー（2006年8月30日発売、タイ：9月12日発売[3]）GYM名義。『女子バレーボール　ワールドグランプリ2006』イメージソング[4]

## 出演
- 女子バレーボール　ワールドグランプリ2006（フジテレビ系）スペシャルサポーター[1]

## 関連事項
- G-Junior